# Hilina Pali Road
La Hilina Pali Road est une route des États-Unis située à Hawaï, sur l'île du même nom, sur le flanc méridional du Kīlauea, dans le district de Kaʻū du comté d'Hawaï.

## Parcours

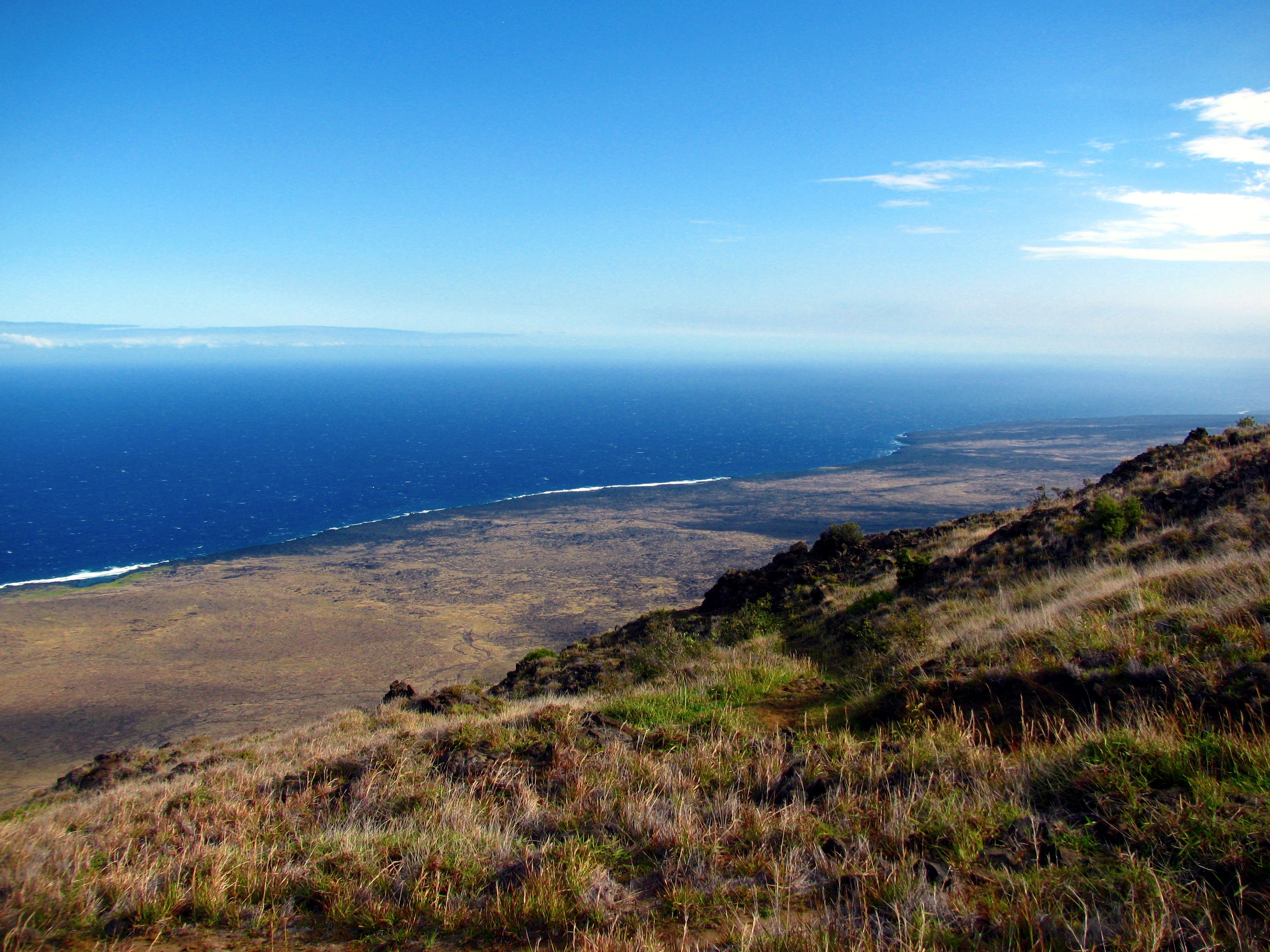
Le Hilina Pali Overlook dominant l'océan Pacifique à l'extrémité de la Hilina Pali Road.

La route ne compte qu'une seule voie et elle est pavée. Elle débute sur la Chain of Craters Road, juste avant le Devils Throat en venant de la Crater Rim Road. Elle prend une direction sud-ouest pendant 14,4 kilomètres jusqu'au Hilina Pali Shelter, un point de vue et lieu de pique-nique situé à 695 mètres d'altitude, sur le rebord du Hilina Pali, un important escarpement dominant l'océan Pacifique. De ce lieu débutent deux sentiers de randonnée : le Kaʻū Desert Trail se dirigeant vers le sud-ouest et le Hilina Pali Trail descendant le Hilina Pali en direction du sud-est. À 6,4 kilomètres du début de la route se trouve le camping de Kulanaokuaiki, début du Mauna Iki Trail se dirigeant vers l'ouest.